# Porites sillimaniani
Porites sillimaniani is een rifkoralensoort uit de familie van de Poritidae. De wetenschappelijke naam van de soort is voor het eerst geldig gepubliceerd in 1976 door Nemenzo.